# Syndesus paschoali
Syndesus paschoali là một loài bọ cánh cứng trong họ Lucanidae. Loài này được Pardo-Locarno mô tả khoa học năm 2011.